# Constance van Sicilië (1249-1302)
Constance II van Sicilië (circa 1249 - Barcelona, 9 april 1302) was van 1276 tot 1285 koningin-gemalin van Aragón en van 1282 tot 1285 co-koningin van Sicilië. Ze behoorde tot het huis Hohenstaufen.

## Levensloop
Constance was de dochter van koning Manfred van Sicilië en diens eerste echtgenote Beatrix van Savoye, dochter van graaf Amadeus IV van Savoye.
Ze werd grotendeels opgevoed bij de Spaanse edelvrouw Bella d'Amichi, die tijdens Constances periode als koningin haar vertrouwelinge en favoriete zou blijven. Op 13 juni 1262 huwde Constance met de latere koning Peter III van Aragón, zoon van koning Jacobus I van Aragón. In februari 1266 sneuvelde haar vader in de Slag bij Benevento tegen zijn rivaal Karel van Anjou. Constance erfde vervolgens zijn claim op de Siciliaanse troon.
In juli 1276 volgde Peter III zijn vader op als koning van Aragón, terwijl Constance koningin-gemalin werd. Tijdens de oorlog van deSiciliaanse Vespers tussen 1282 en 1302, claimden Peter en zijn zonen de troon van Sicilië in Constances naam. Deze oorlog resulteerde in de opdeling van het koninkrijk Sicilië: het koninkrijk Napels voor de erfgenamen van Karel van Anjou en het koninkrijk Sicilië voor de erfgenamen van Constance.
In november 1285 stierf Peter III, waarna Constance zich tot aan haar dood in 1302 als zuster terugtrok in een klooster in Barcelona. Ze werd bijgezet in de Kathedraal van Barcelona. 

## Nakomelingen
Peter III en Constance kregen zes kinderen:
- Alfons III (1265-1291), koning van Aragón
- Jacobus II (1267-1327), koning van Aragón, Sicilië en Sardinië
- Elisabeth (1271-1336), huwde in 1288 met koning Dionysius van Portugal
- Frederik III (1272-1337), koning van Sicilië
- Jolanda (1273-1302), huwde in 1297 met koning Robert van Napels
- Peter (1275-1296), huwde met Guillemette, dochter van burggraaf Gaston VII van Béarn